# Tegula rubroflammulata
Tegula rubroflammulata is een slakkensoort uit de familie van de Tegulidae. De wetenschappelijke naam van de soort is voor het eerst geldig gepubliceerd in 1843 door Koch in Philippi.